# 苦马豆楔孢黑粉菌
苦马豆楔孢黑粉菌（学名：Thecaphora sphaerophysae）是属于黑粉菌目黑粉菌科楔孢黑粉菌属的一种真菌，寄生在苦马豆上。该种分布于中国。